# Bačíkova ulica
De Bačíkova ulica is een straat in de oude binnenstad Staré Mesto van Košice. Het oostelijke uiteinde begint aan de Hlavná ulica. De straat kruist vervolgens de Mäsiarska ulica, om in westelijke richting te eindigen aan de Moyzesova ulica.
Anno 2022 bevindt zich in de "Bačíkova ulica" een kliniek voor tandheelkunde en kaakchirurgie (afdeling van de UPJŠ (Pavel Jozef Šafárik-Universiteit in Košice).

## Straatnaam
De straat heette aanvankelijk Korunná ulica. In 1895 kreeg ze de naam: Tordássyho ulica, naar "Andrej Tordássy", een welgestelde burger die daar een grote tuin en één van zijn huizen bezat.
In 1945 werd een nieuwe naam opgelegd : Molotova ulica. Deze verwees naar Vjatsjeslav Molotov, minister van Buitenlandse Zaken onder Jozef Stalin.
Meer dan een decennium later, aan het einde van de jaren 1950 , werd de straat genoemd naar Janko Bačík (° 25 april 1922 - † april 1945). Deze jonge communistische inwoner van Košice was een verzetstrijder tegen het facisme tijdens de Tweede Wereldoorlog. Hij bekocht dit in 1945 met de dood in het concentratiekamp van Mauthausen.

## Geschiedenis

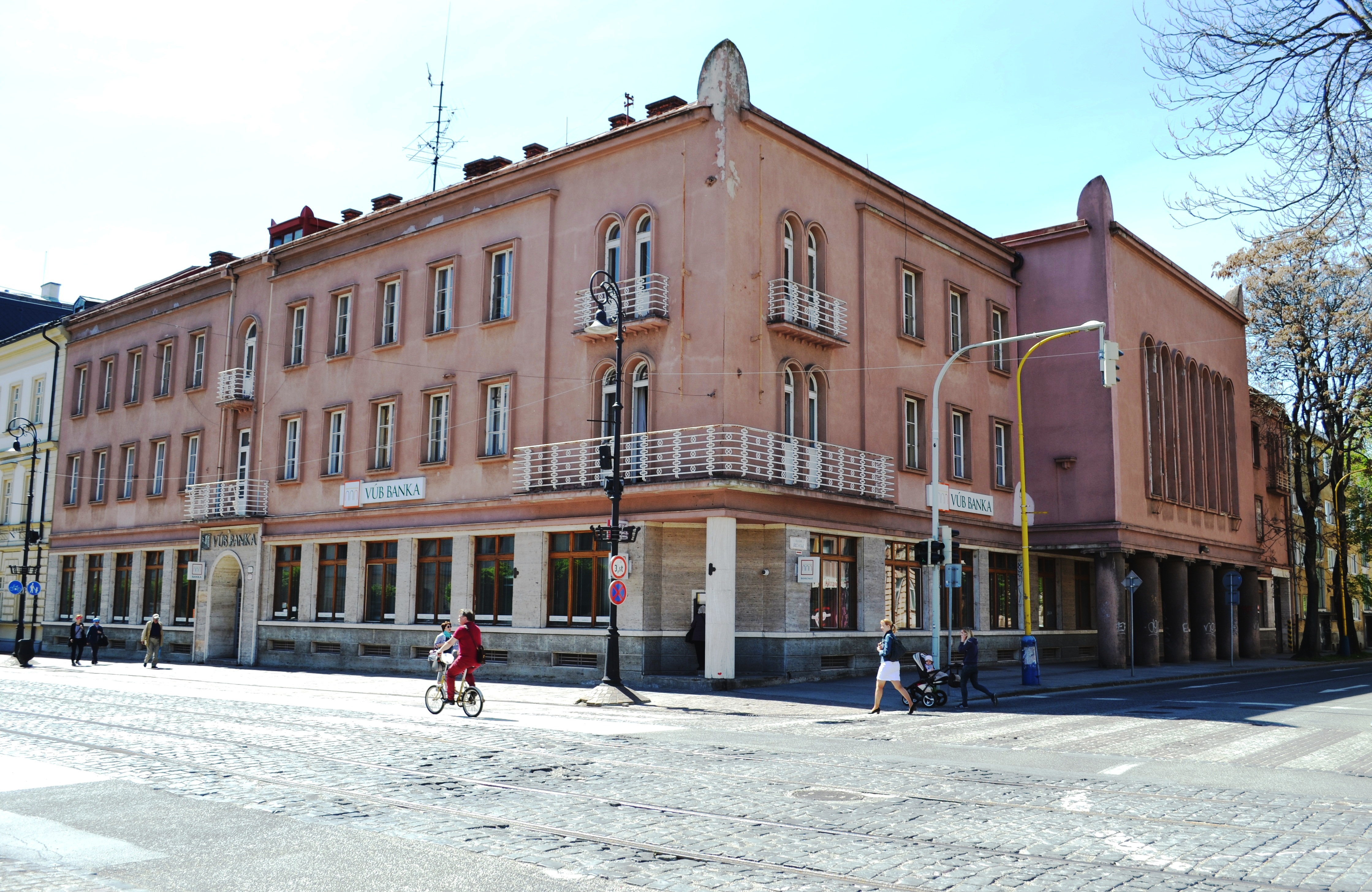
Bačíkova ulica 2. Het gelijkvloerse deel van de gevel is verfraaid met travertijn. Gebouwd in 1929-1930.

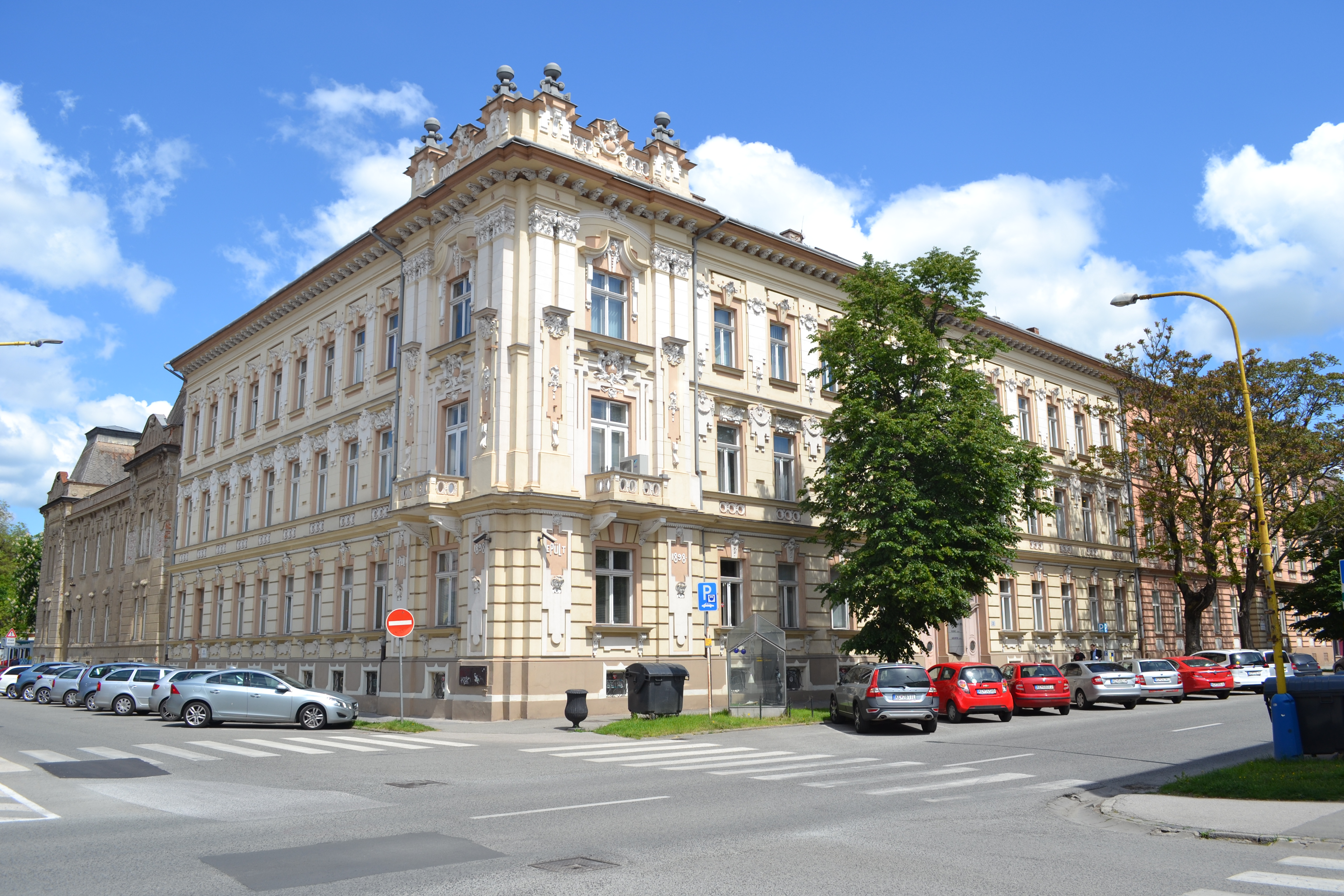
Monumentaal gebouw in de Bačíkova ulica, huisnummers 5 (links) en 3 (rechts), aan de hoek met de Mäsiarská ulica. Gebouwd in 1898-1900.

De "Bačíkova ulica" met haar tracé zoals men het anno 2022 kent, werd (na de sloop van de stadsversterkingen in de late jaren 1830) aangelegd op de plaats van de voormalige vestingsgracht.
Aan de zuidoostelijke kant van deze weg staat anno 2022 een monumentaal hoekpand (huisnummer 2). Halverwege de jaren 1840 werd op die plaats het allereerste huis in de "Bačíkova- straat" gebouwd. Dat pand werd gekocht door de hoger genoemde Andrej Tordássy. Mettertijd werd het ter beschikking gesteld van de "Liefdadige Vrouwenvereniging van Košice" die er een weeshuis inrichtte. Vanaf 1899 gaf men er ook onderdak aan de eerste Gemeentelijke Kraamkliniek.
Aangezien de "Kamer van Koophandel en Industrie" in 1926 in Košice niet voldoende kantoorruimte kon huren, rees de vraag om een eigen pand op te trekken. Dit had tot gevolg dat op 15 augustus 1929 bouwwerken werden aangevangen naar een ontwerp van de in Košice geboren architect Ľudovít Oelschläger (°1896 - † 1984). De constructie werd neergezet op de bouwgrond van het hoger genoemde en inmiddels gesloopte Tordássy-huis (huisnummer 2). Het werk was voltooid in oktober 1930. Op de begane grond van het complex, aan de kant van de Hlavná-straat, waren aanvankelijk verscheidene winkelruimten. Deze winkels werden echter in 1948 buiten bedrijf gesteld en het gelijkvloerse deel van de gevel, tussen de ramen, werd verfraaid met travertijn. Nog steeds in 1948 vestigde zich hier het "Regionale Comité van de Communistische Partij van Slowakije".

In de jaren 1960 werd het pand in kwestie gebruikt door de "Tsjecho-Slowaakse Staatsbank". Later, tot 2019, gebruikte de "Algemene Kredietbank" (VÚB banka) het gebouw.
Aan de overkant van de straat werden in 1898 en 1900 twee grote appartementscomplexen opgetrokken. Het oudste (huisnummer 5) staat aan het kruispunt van de "Bačíkova ulica" met de "Mäsiarská ulica". Dit gebouw wordt thans gebruikt door de instelling: "STABILITA. Maatschappij voor aanvullend pensioen".
Het "Rijksarchief van Košice" is gevestigd in een andere monumentale constructie aan dezelfde straatkant.

## Afbeeldingen

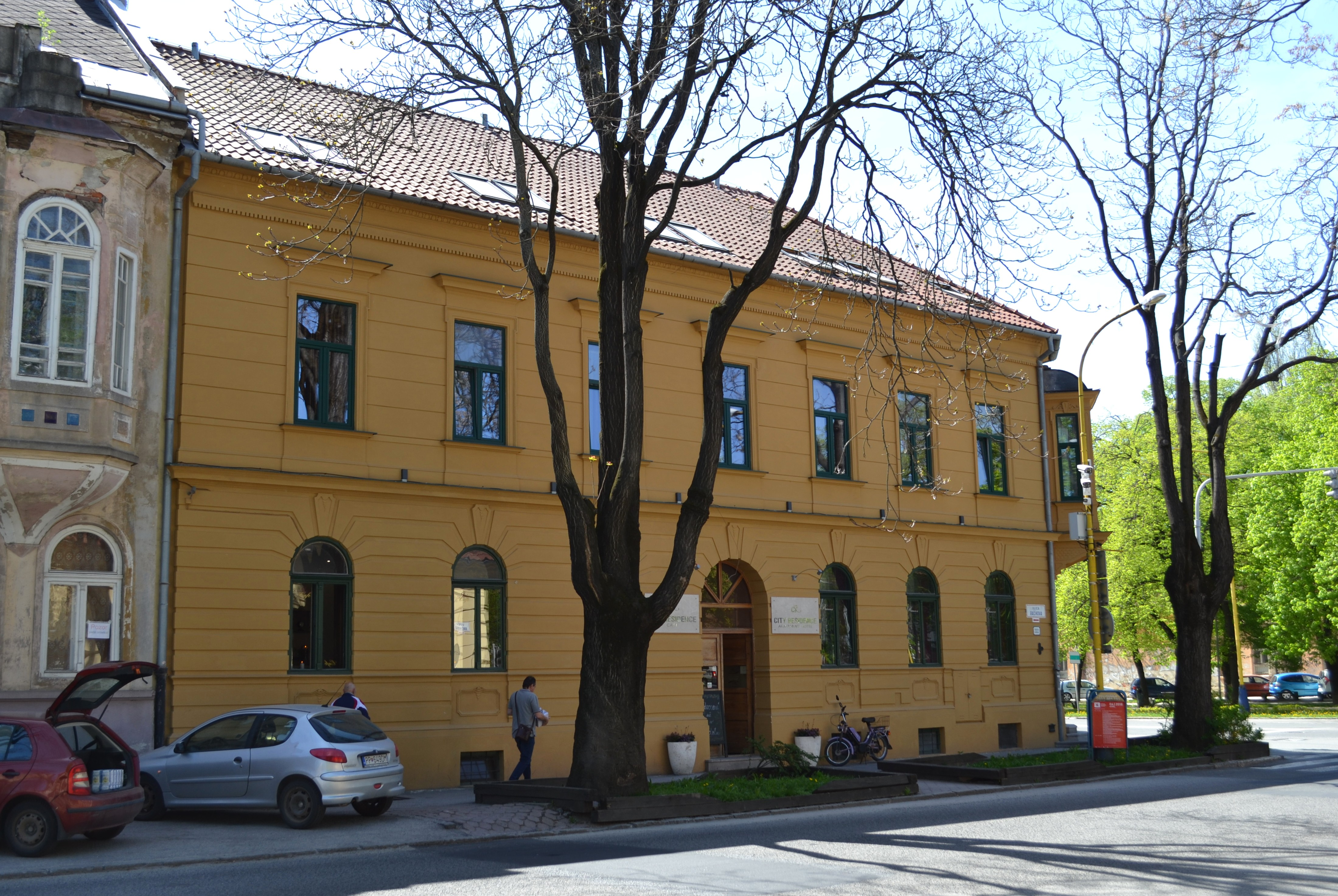
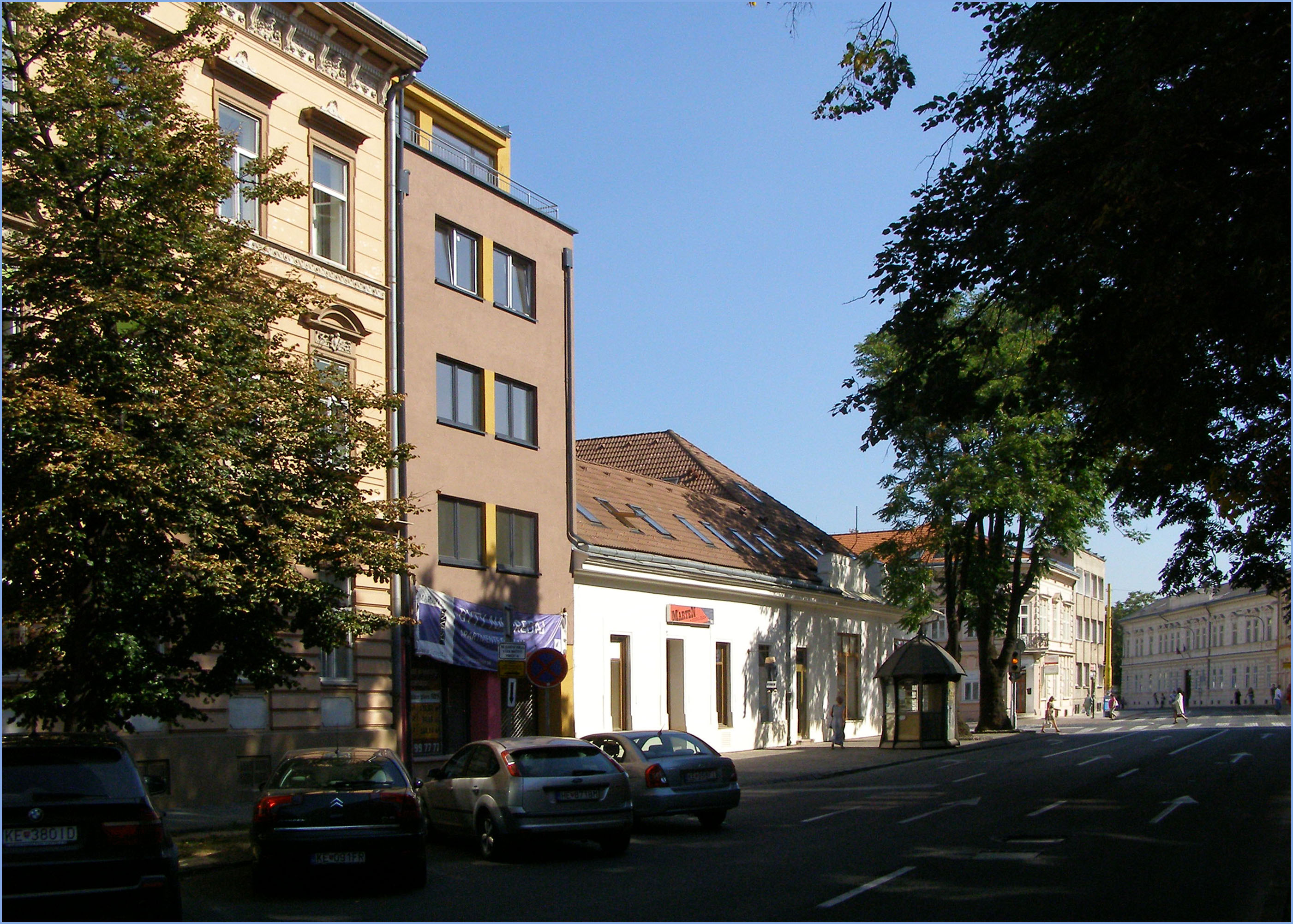
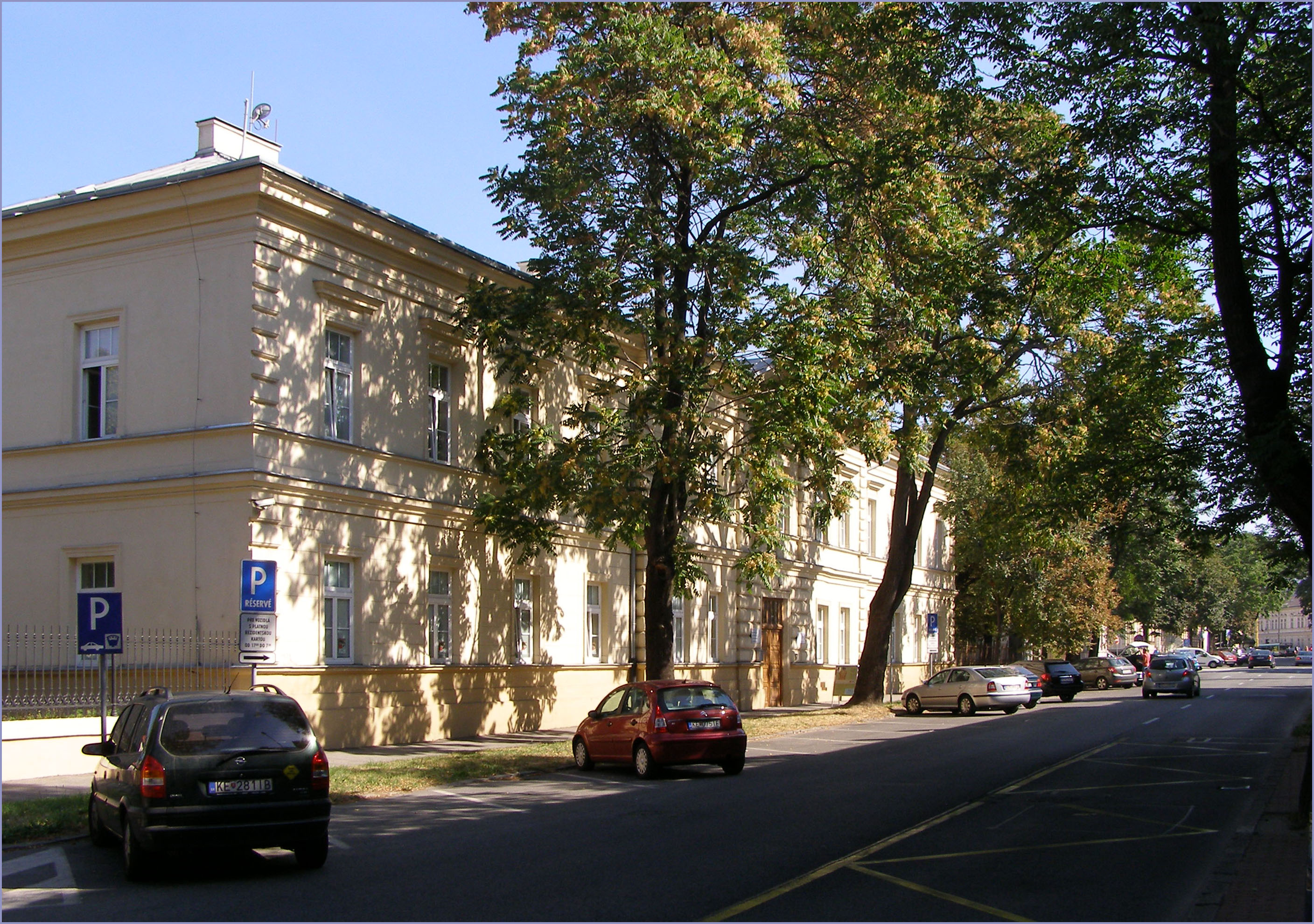
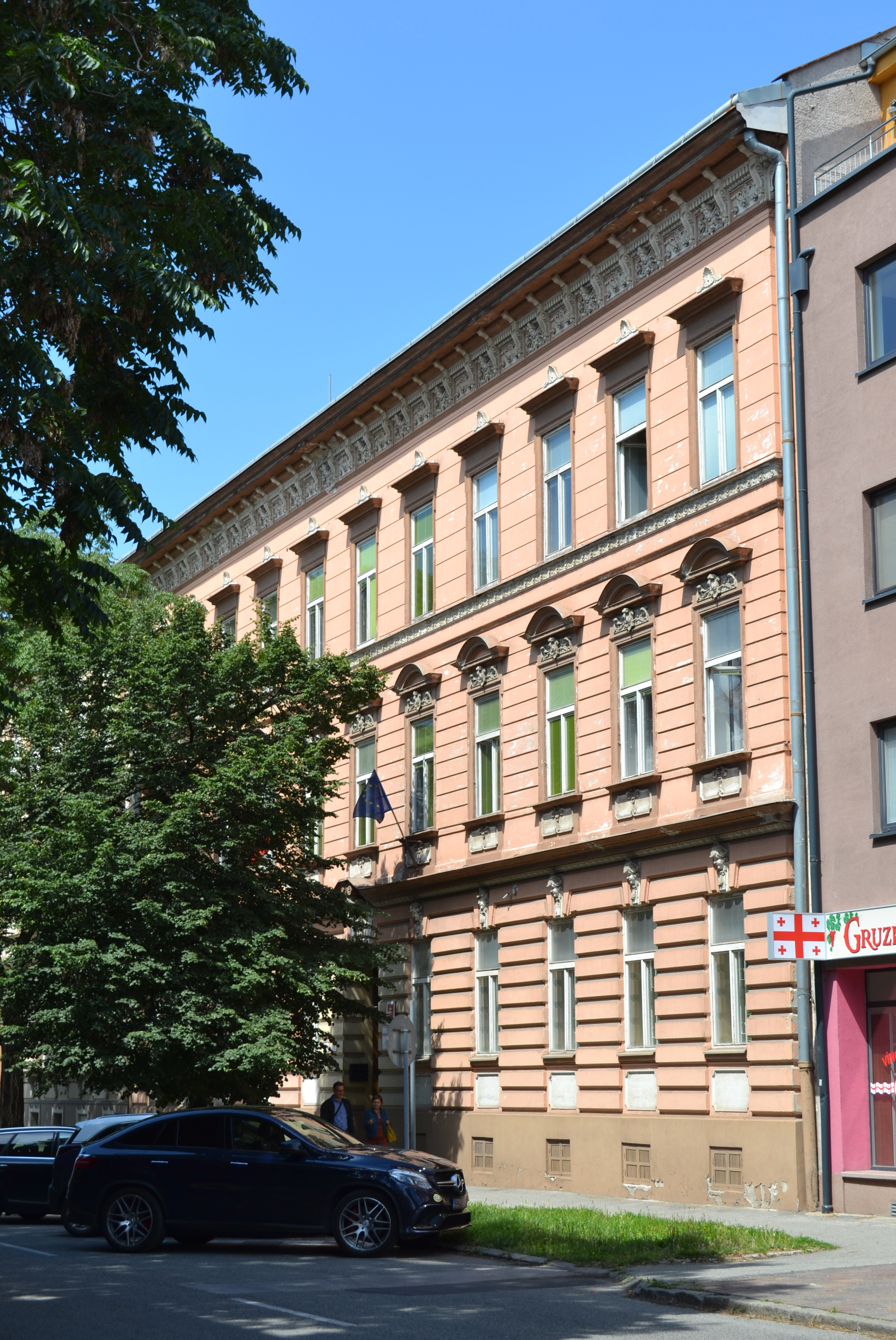